# 20-й батальон шуцманшафта
20-й батальон шуцманшафта «Рига» (нем. 20 Lettische Schutzmannschafts Bataillon "Riga", латыш. 20-E. Rīgas policijas bataljons) — латышское коллаборационистское военизированное формирование времён Второй мировой войны, созданное немецкими оккупационными властями, один из первых из более чем 40 сформированных в Латвии полицейских батальонов.

## История
20-й полицейский батальон или 20-й батальон шуцманшафта был образован 4 сентября 1941 года в Риге изначально как 2-й Рижский батальон шуцманшафта. Личный состав — резервисты 8-й, 9-й и 10-й роты (вербовочный резерв подполковника Волдьемарса Вайса) и Рижской полиции. Командиром батальона был капитан Карлис Пориетис. С 23 сентября 1942 года батальон назывался 20-м Рижским батальоном. С 4 декабря по 13 января 1942 года батальоном командовал Карлис Бемс, снова уступивший пост командира Пориетису. В батальоне насчитывалось 4 роты:
- 1-я рота (капитан Плявниекс)
- 2-я рота (капитан Лайвиниекс)
- 3-я рота (капитан Шуманис)
- 4-я рота (старший лейтенант Меднис)

В годы войны 20-й батальон шуцманшафта нёс преимущественно охранную службу или как резервное подразделение, поэтому его численность варьировалась от 200 до 300 человек. Батальон охранял мосты через Даугаву, склады и Рижский порт. С июня 1942 года в его рядах были также 5-я и 6-я рота. Солдаты участвовали в охране Рижского гетто. 10 октября 1944 года батальон покинул Ригу, к которой приближались советские войска, и отправился в Лиепаю, достигнув её 22 октября. Командир роты капитан Ужанс уволился с должности, его сменил командир 1-й роты капитан Отто Шетуриньш. На пути к Лиепае около трети полицаев дезертировали: одни сбежали к группе генерала Курелиса, другие же вернулись домой (пропавших не искали).
В итоге с 25 по 26 октября батальон в отсутствие 5-й роты вышел из порта Лиепаи, прибыв в Данциг. Оттуда он направился дальше в Германию, в Брайтенталь, со штабом генерального инспектора латвийских частей Ваффен-СС Рудольфа Бангерского. Последним командиром был капитан Отто Шетуриньш, в батальоне числились:
- 1-я рота (капитан Шетуриньш)
- 2-я рота (капитан Лайвиниекс)
- 3-я рота (капитан Бауманис)
- 4-я рота (капитан Блаус)

5-я рота под командованием старшего лейтенанта Зиедса оставалась в Курземе, где держала оборону. Увеличена в марте 1945 года до 246 человек, сдалась советским войскам после капитуляции Германии.
19 ноября 1944 года 20-й батальон шуцманшафта прекратил существование: его четыре роты фактически стали 4-м батальоном 1-го латышского добровольческого полицейского полка.

## Командиры
- капитан Карлис Пориетис (4 сентября — 4 декабря 1941)
- капитан Карлис Бемс (4 декабря 1941 — 13 января 1942)
- капитан Карлис Пориетис (13 января — 11 марта 1942)
- капитан Оскарс Тилтиньш (11 марта — октябрь 1942)
- подполковник Петерис Ужанс (октябрь 1942 — сентябрь 1944)
- капитан Отто Шетуриньш (сентябрь — 19 ноября 1944)